# Kristin Bühler-Oppenheim
Kristin Bühler-Oppenheim (* 16. März 1915 in Basel; † 1984) war eine Schweizer Textilethnologin.

## Leben
Kristin Oppenheim wurde als zweitjüngste Tochter des deutschen Militärarztes Erich Alfons Oppenheim und seiner Schweizer Frau Eva Wenger geboren. Ihre ältere Schwester war Meret Oppenheim. Die Kindheit verbrachten die Geschwister in Delsberg im Berner Jura bei der Grossmutter Lisa Wenger, nach Ende des Ersten Weltkriegs lebten sie in Steinen in Süddeutschland.
An der Philosophisch-historischen Fakultät der Universität Basel promovierte sie 1941 bei Felix Speiser mit einer Arbeit über eine von Fritz Sarasin während der Jahre 1910 bis 1912 in Neukaledonien und den Loyalitätsinseln angelegten Sammlung von Textilien und Flechtereien. Von 1941 bis 1946 arbeitete sie als Hilfsassistentin am Basler Museum für Völkerkunde und Schweizerisches Museum für Volkskunde. 1943 heiratete sie den Basler Ethnologen und Forschungsreisenden Alfred Bühler, der 1950 Direktor des Museum für Völkerkunde, heute Museum der Kulturen Basel, wurde. Sie hatten drei Kinder. Mit Alfred Bühler arbeitete und publizierte sie auch zusammen. Sie beschäftigte sich weiterhin mit der Systematik textiler Techniken. Das Ehepaar Bühler galt als hervorragende Kenner auf dem Gebiet der Textilien, erhielten 1946 die reichhaltige Textiliensammlung des Industriellen Fritz Iklé-Huber als Nachlassschenkung und schenkten diese wiederum dem Basler Museum. Die wissenschaftliche Untersuchung und Dokumentation wurde 1948 veröffentlicht. Sie wurde als Basler Systematik bekannt und 1973 und 1991 erneut von Annemarie Seiler-Baldinger überarbeitet und erweitert.

## Schriften
- Ein Deutungsversuch neukaledonischer Münzköpfe und Geldschnüre auf Grund polynesischer Analogien. In: Verhandlungen der Naturforschenden Gesellschaft in Basel, Band 52, 1941, S. 49–62.
- Die primären textilen Techniken der Neukaledonier und Loyalty-Insulaner. (= Internationales Archiv für Ethnographie; 41, Supplement). Brill, Leiden 1942. (Zugleich Dissertation, Basel, Philosophisch-historische Fakultät).
- mit Georg Höltker: Ethnographica aus Neuguinea. In: Annali Lateranensi, Band 9, 1945, S. 261–302. Darin von Kristin Bühler: Zier-Schnurtaschen als Tanzschmuck der Männer Neu-Guineas.
- Schweizer Volkskunst. Amerbach-Verlag, Basel 1947.
- Primäre textile Techniken. In: Ciba Rundschau, 73, 1947, S. 2688–2720.[7]
- mit Alfred Bühler: Die Textiliensammlung Fritz Iklé-Huber im Museum für Völkerkunde und Schweizerischen Museum für Volkskunde, Basel. Kommissionsverlag Gebr. Fretz, Zürich 1948.
- Zeichen, Marken, Zinken. Signs, brands, marks. Hatje, Stuttgart 1971.